# Bickendorf
Bickendorf là một xã ở huyện Bitburg-Prüm, trong bang Rheinland-Pfalz, phía tây nước Đức. Xã Bickendorf có diện tích 5,49 km², dân số thời điểm ngày 30 tháng 6 năm 2006 là 488 người.